# Бурла (село)
Бурла́ — село в Алтайском крае, административный центр Бурлинского района.

## Этимология
Название поселения произошло от одноименной близлежащей реки Бурла, гидроним же восходит к тюркскому слову борлу со значением «меловый».

## География
Расположено в 450 км к западу от Барнаула, на берегу реки Бурлы.

Рельеф — равнинный. Климат — резко континентальный. Средняя температура января −16,8 °C,июля +20,8 °C. Количество атмосферных осадков 275 мм. 

## Население
| 1959  | 1970  | 1979  | 1989  | 1997  | 1998  | 1999  | 2000  | 2001  |
| ----- | ----- | ----- | ----- | ----- | ----- | ----- | ----- | ----- |
| 4450  | ↘4074 | ↗4342 | ↗4881 | ↗5067 | ↗5111 | ↘5011 | ↗5019 | ↘4896 |
| 2002  | 2003  | 2004  | 2005  | 2006  | 2007  | 2008  | 2009  | 2010  |
| ↘4730 | ↘4702 | ↗4917 | ↘4727 | ↗4762 | ↘4672 | ↗4720 | ↘4450 | ↘4304 |
| 2011  | 2012  | 2013  | 2021  |       |       |       |       |       |
| ↘4288 | ↘4181 | ↘4026 | ↘3275 |       |       |       |       |       |

## Инфраструктура
В селе находится библиотеки,  музей, медицинские учреждения, районный дом культуры, средняя общеобразовательная школа, детско-юношеская спортивная школа, детский сад, редакции местных газет «Бурлинская газета» и «Наша жизнь».

## Транспорт
В селе находится одноимённая станция на железной дороге Карасук — Славгород. Имеется автобусное сообщение с Барнаулом и соседними населёнными пунктами.